# Leslies kub

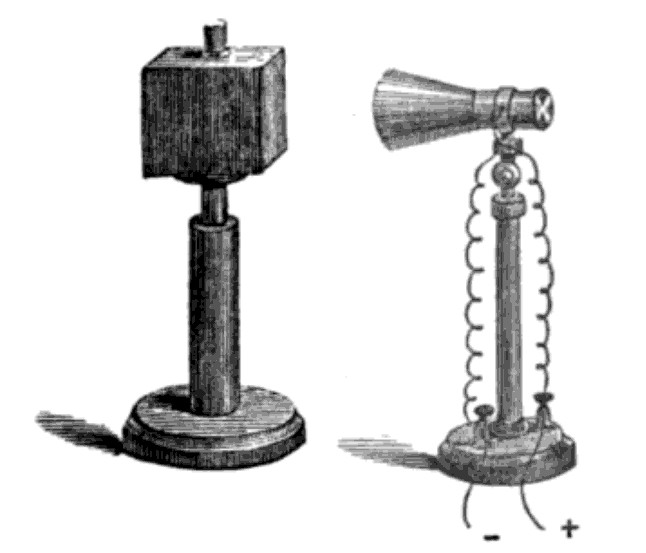
En Leslies kub (till vänster).

Leslies kub är ett av den skotska fysikern John Leslie konstruerad apparat för jämförelse av emissionsförmågan från ytor av olika beskaffenhet.
apparaten utgörs av en med varmt vatten fylld ihålig kopparkub, vars sidoytor täcks av olika substanser. Den från sidoytorna utgående olika starka värmestrålningen jämförs.